# Neproporcionální písmo

Proporcionální a neproporcionální písmo

Courier je neproporcionální patkové písmo

Monaco je neproporcionální bezpatkové písmo

Neproporcionální písmo (anglicky monospaced font), také označované jako písmo s pevnou šířkou, je druh fontu, v němž mají všechny znaky stejnou šířku. Protikladem je písmo proporcionální, kde jsou jednotlivá písmena a mezery mezi nimi různě široké. Například písmena „I“ a „E“ nevyžadují stejné množství prostoru, takže v písmech proporcionálních bude první z nich užší než to druhé. V písmu neproporcionálním by však každé z nich zabíralo stejný prostor.
Neproporcionální písmo je rozšířenější v případě písmen evropských kultur (latinky, cyrilice, řecké abecedy). V případě východoasijských písem grafická pravidla pro čínštinu, japonštinu a korejštinu (souhrnně CJK) čistě neproporcionální písma neumožňují (alespoň co se týče samotných písmen) – ovšem existují pro ně písma s dvojitou šířkou, respektive písma s plnou a poloviční šířkou, které se neproporcionalitě blíží používáním pouhých dvou šířek, z nichž jedna je dvojnásobkem druhé. U ostatních druhů písem je to s proporcionalitou různé.
Ručně psané, malované nebo tesané písmo je obvykle proporcionální, jak to odpovídá tvaru jednotlivých znaků. Sazba písma pro knihtisk může užívat proporcionální typy písma, které jsou obecně čitelnější a lépe vypadají. Také mechanické sázecí stroje pracovaly s literami různé šířky, které prostě skládaly k sobě. Naproti tomu válec psacího stroje se musí z konstrukčních důvodů při každém znaku posunout o stejnou vzdálenost. Psací stroje si proto vynutily užívání neproporcionálního písma, stejně jako později impaktní (mechanické) počítačové tiskárny, například bubnové a řetězové.
Problém neproporcionálního písma je v tom, jak vždy stejný prostor pro jeden znak pokud možno rovnoměrně vyplnit, ať je to písmeno „I“ nebo „M“. Často se k tomu využívají tak zvané serify (patky), jimiž se úzké znaky dají rozšířit. Proto i bezpatková neproporcionální písma opatřují aspoň písmena „i“ a „l“ malými serify.
Neproporcionální písma se v současnosti využívají především při psaní a zobrazování zdrojového kódu v programovacích jazycích a jiných technických kódů či zápisů (např. HTML, XML, TeX a dalších). Rovněž příkazové interprety používají zásadně neproporcionální písma. Jejich výhoda je v těchto případech zcela zřejmá - díky svému vzhledu umožňují lepší vizuální kontrolu kódu či strojových příkazů, umožňují formátování kódu (odsazení logicky souvisejících řádků do strukturovaných bloků), zlepšují čitelnost a zpřehledňují syntaxi.
Mezi neproporcionální písma patří například Courier, Courier New, Lucida Console, Monaco a Consolas.